# Miss You
«Miss You» (с англ. — «Скучаю по тебе») — песня британской рок-группы The Rolling Stones, написанная дуэтом Джаггер/Ричардс. Она была выпущена синглом в мае 1978 года за один месяц до выхода их альбома Some Girls и добралась до первой строчки в США (в чарте Billboard Hot 100) и 3-го места в Великобритании (в чарте UK Singles Chart). Расширенная версия песни называется «Special Disko Version» и была выпущена первым танцевальным ремиксом группы на 12-дюймовом сингле.

## История создания
Песня «Miss You» была написана Миком Джаггером, когда он импровизировал с клавишником Билли Престоном во время репетиций к назначенным на март 1977 года выступлениям в клубе El Mocambo (которые потом вышли на стороне 3 двойного концертного альбома Love You Live (1977). Кит Ричардс указан как соавтор. (Что самое делалось и со всеми другими песнями Rolling Stones. Если песня была написана Джаггером и Ричардсом вдвоём или кем-то одним из них двух, авторство указывалось как «Джаггер/Ричардс».)
Джаггер и Ронни Вуд настаивают на том, что песня «Miss You» не задумывалась как песня в стиле диско, в то время как Ричардс как-то сказал: «Miss You» была чертовски хорошей песней в стиле диско, это был точный расчёт [на создание диско-трека] (англ. «...„Miss You“ was a damn good disco record; it was calculated to be one.») Как бы там ни было, дискотеки на этот трек влияние оказали. Чарли Уоттс как-то сказал: «На многие песни на [альбоме] Some Girls, как „Miss You“, […] оказало огромное влияние посещение дискотек. Вы можете его расслышать во множестве партий ударных в стиле прямой бочки и в филадельфийском стиле.»

## Премии и признание
В 2004 году журнал Rolling Stone поместил песню «Miss You» в исполнении группы Rolling Stones на 496 место своего списка «500 величайших песен всех времён». В списке 2011 года песня находится на 498 месте.